# Daniel von Wichtrich
Daniel von Wichtrich OCarm (auch von Wichterich und latinisiert de Victoriaco, Familienname wohl „Schwan“; * um 1290 in Oberwichterich, heute zu Euskirchen, Nordrhein-Westfalen; † 7. März 1364 in Köln) war ein katholischer Geistlicher und ab 1342 Bischof von Verden.

## Leben
Daniel von Wichtrich erhielt seine Ausbildung bei den Karmelitern in Köln. Dort wurde er noch in jungen Jahren Lehrer der Theologie sowie Definitor und schließlich am 8. September 1316 Provinzial der deutschen Ordensprovinz. In diesem Amt blieb er jedoch nur für kurze Zeit, da er nach Paris ging um an der dortigen Universität als erster deutscher Karmelit zum Doctor theologiae zu promovieren.
Ab 1320 war Daniel von Wichtrich bis 1338 Weihbischof in Trier, ab 1322 zudem in Metz. 1329 und 1342 ist er als Weihbischof in Straßburg belegt.
Am 27. November 1342 wurde er von Papst Benedikt XII. zum Bischof von Verden ernannt. Sein Vorgänger Johannes Hake wurde vom Domkapitel dazu getrieben, das Bistum zu verlassen und so suchte sich der Papst einen Nachfolger, den er für durchsetzungsfähiger hielt. Jedoch wollte das Domkapitel auch ihn nicht anerkennen, sondern unterstützte den Domherren Got(t)fried von Werpe. Daniel sah sich gezwungen, den Widerstand des Kapitels mit Waffengewalt zu brechen, dabei ging das Verdener Süderende in Flammen auf. Er zog große Geldsummen aus dem Land, gab sie auswärts aus und trieb das Bistum somit, sowie durch Raub und Fehden in den Ruin, bis er 1356 – um sein Leben zu retten – freiwillig nach Köln in die Verbannung ging. Von den Einwohnern des Hochstifts Verden wurde er als Strafe Gottes angesehen und noch Jahre später an seinem Todestag in Verden öffentlich verflucht, unter anderem mit dem Distichon:

“Daniel undipes, non curat clerus, ubi stes
Sis ubicumque velis, modo non sis in coelis”

In Köln wurde Daniel von Wichtrich ehrenvoll aufgenommen, vertrat mehrfach Erzbischof Wilhelm von Gennep und auch vom Heiligen Stuhl erhielt er 1363 noch einen wichtigen Auftrag. Seinen Lebensabend verbrachte er in der Abtei Altenberg, wo er in der Reihe der Kölner Weihbischöfe beigesetzt wurde.

## Wappen
Sein Bischofswappen enthielt im oberen rechten Feld eine Eule und im unteren linken einen schreitenden Raben.